# Total Eclipse (album)
Total Eclipse – album studyjny amerykańskiego wibrafonisty jazzowego Bobby’ego Hutchersona, wydany z numerem katalogowym BST 84291 w 1969 roku przez Blue Note Records.

## Powstanie
Na albumie zamieszczono pięć kompozycji, z których cztery napisał Hutcherson, a jedną Chick Corea, którego utwór Matrix wcześniej pojawił się na jego płycie Now He Sings, Now He Sobs.
Materiał na płytę zarejestrował George Sawtelle 12 lipca 1968 roku w studiu Plaza Sound w Nowym Jorku. Produkcją albumu zajęli się Francis Wolff i Duke Pearson.

## Lista utworów
Opracowano na podstawie materiału źródłowego.
Wydanie LP
Strona A
| Nr | Tytuł utworu    | Muzyka           | Długość |
| -- | --------------- | ---------------- | ------- |
| 1. | „Herzog”        | Bobby Hutcherson | 6:34    |
| 2. | „Total Eclipse” | Hutcherson       | 8:53    |
| 3. | „Matrix”        | Chick Corea      | 6:46    |
|    |                 |                  | 22:13   |

Strona B
| Nr | Tytuł utworu | Muzyka     | Długość |
| -- | ------------ | ---------- | ------- |
| 1. | „Same Shame” | Hutcherson | 9:27    |
| 2. | „Pompeian”   | Hutcherson | 8:52    |
|    |              |            | 18:19   |

## Twórcy
Opracowano na podstawie materiału źródłowego.
Muzycy:
- Bobby Hutcherson – wibrafon
- Harold Land – saksofon tenorowy, flet
- Chick Corea – fortepian
- Reggie Johnson – kontrabas
- Joe Chambers – perkusja

Produkcja:
- Francis Wolff, Duke Pearson – produkcja muzyczna
- George Sawtelle – inżynieria dźwięku
- Fred Seligo – fotografia na okładce
- Herb Wong – liner notes